# Ramón Corbalán Melgarejo
Ramón Corbalán Melgarejo (Copiapó, 23 de septiembre de 1863-Santiago, 1 de junio de 1935) fue un político y médico cirujano chileno. 

## Biografía
Hijo de Ramón Corbalán Julio, exadministrador del estanco de aquella ciudad, y Ventura Melgarejo Gallo. Contrajo matrimonio el 15 de julio de 1899, con Luisa Enriqueta Trumbull Lindsay, con quien tuvo descendencia.
Realizó sus estudios de humanidades en el Liceo de Hombres de Copiapó. Recibió el título de médico-cirujano de la Universidad de Chile (abril de 1890). 
Su memoria para optar al grado de licenciado de la Facultad de Medicina y Farmacia versó sobre “El Tratamiento de la Sífilis”, la cual fue insertada en los Anales de la Universidad. Profesionalmente se especializó en el tratamiento de enfermedades de transmisión sexual.
El 8 de septiembre de 1901 fue elegido miembro académico de la Facultad de Medicina y Farmacia de la Universidad de Chile, de la cual fue docente.
Fue médico de la sala de enfermedades venéreas, medicina interna y tuberculosis, en el Hospital de El Salvador (1894-1915). Presidió la Delegación de Chile en la V Conferencia Sanitaria Panamericana que se realizó en Chile en 1911. 

## Política
Ingresó al Partido Radical en 1885. Fue elegido Diputado suplente por Copiapó en 1894 y por Arauco en 1900, pero en ninguno de los dos casos ocupó nunca la titularidad del cargo.
Durante la administración de Germán Riesco se desempeñó como Ministro de Guerra y Marina (18 de marzo-12 de agosto de 1905); ocupó por segunda vez en la misma cartera ministerial (17 de noviembre de 1913-11 de septiembre de 1914). 
Elegido Diputado en propiedad por Santiago (1906-1909) y por Ovalle, Combarbalá e Illapel en tres períodos consecutivos (1909-1918). Integró la Comisión permanente de Salubridad Pública, y de Hacienda. Fue parte importante de la Comisión Mixta de Salud, formada en 1909.
Vicepresidente de la Cámara de Diputados, bajo la presidencial del liberal Ismael Valdés Valdés. Miembro del Consejo Superior de Higiene (1909-1913), siendo presidente de dicha institución en dos ocasiones.

### Gestión parlamentaria
Su labor parlamentaria la dedicó con especial atención a los asuntos relacionados con la higiene pública. Fue autor, junto al diputado Paulino Alfonso del Barrio, del proyecto de ley de “inspectores sanitarios” (1907).
Se debió a su gestión la reforma de la ley que estableció el Instituto de Higiene, completando este servicio con las secciones de desinfección, seroterapia y reacción Wasserman.
En febrero de 1909 presentó a la Cámara de Diputados un proyecto de Código Sanitaria, en conjunto nuevamente con el diputado Paulino Alfonso del Barrio, que esta vez, a pesar de encontrarse en la oposición, participó con él en la redacción del proyecto aprobado en 1918.
Para que no se frustraran los esfuerzos de saneamiento público, consiguió que lo nombraran director de Sanidad (1919-1925). En enero de 1925 presentó su renuncia a la Junta de Gobierno que se había implantado ilegalmente, y fue reemplazado por un especialista norteamericano, el Dr. Long.

## Otras actividades
Fue también director de diversas sociedades anónimas, entre ellas, del Banco de la Industria y del Comercio (1921-1923). Miembro de la 1ª Compañía de Bomberos de Santiago. Mediante un decreto se le concedió una pensión de gracia, el 30 de junio de 1925. 
| Predecesor: Ascanio Bascuñán Santa María | Ministro Guerra y Marina 18 de marzo-12 de agosto de 1905                 | Sucesor: Luis Uribe Orrego        |
| Predecesor: Jorge Matte Gormaz           | Ministro Guerra y Marina 17 de noviembre de 1913-11 de septiembre de 1914 | Sucesor: Alfredo Barros Errázuriz |